# نگ وای هیم
نگ وای هیم (انگلیسی: Ng Wai Him؛ زادهٔ ۳۰ ژوئن ۲۰۰۲) بازیکن فوتبال است.
وی همچنین در تیم‌های ملی فوتبال Hong Kong national under-17 football team, Hong Kong national under-20 football team، و زیر ۲۳ سال هنگ کنگ بازی کرده‌است.